# والی آلبرایت
والی آلبرایت (انگلیسی: Wally Albright؛ ۳ سپتامبر ۱۹۲۵ – ۷ اوت ۱۹۹۹) هنرپیشه اهل ایالات متحده آمریکا بود.
از فیلم‌ها یا برنامه‌های تلویزیونی که وی در آن نقش داشته‌است می‌توان به ناخداهای دلیر، ایست لین، و متجاوز اشاره کرد.